# Aphanopetalum resinosum
Aphanopetalum resinosum, conocida como "enredadera de goma" (gum vine en inglés), es una enredadera trepadora que crece en la selva tropical o en los bosques de eucaliptos del este de Australia. En Victoria está catalogada como "vulnerable", y se la conoce sólo a partir de una única recolección cerca de Mallacoota. 

## Descripción

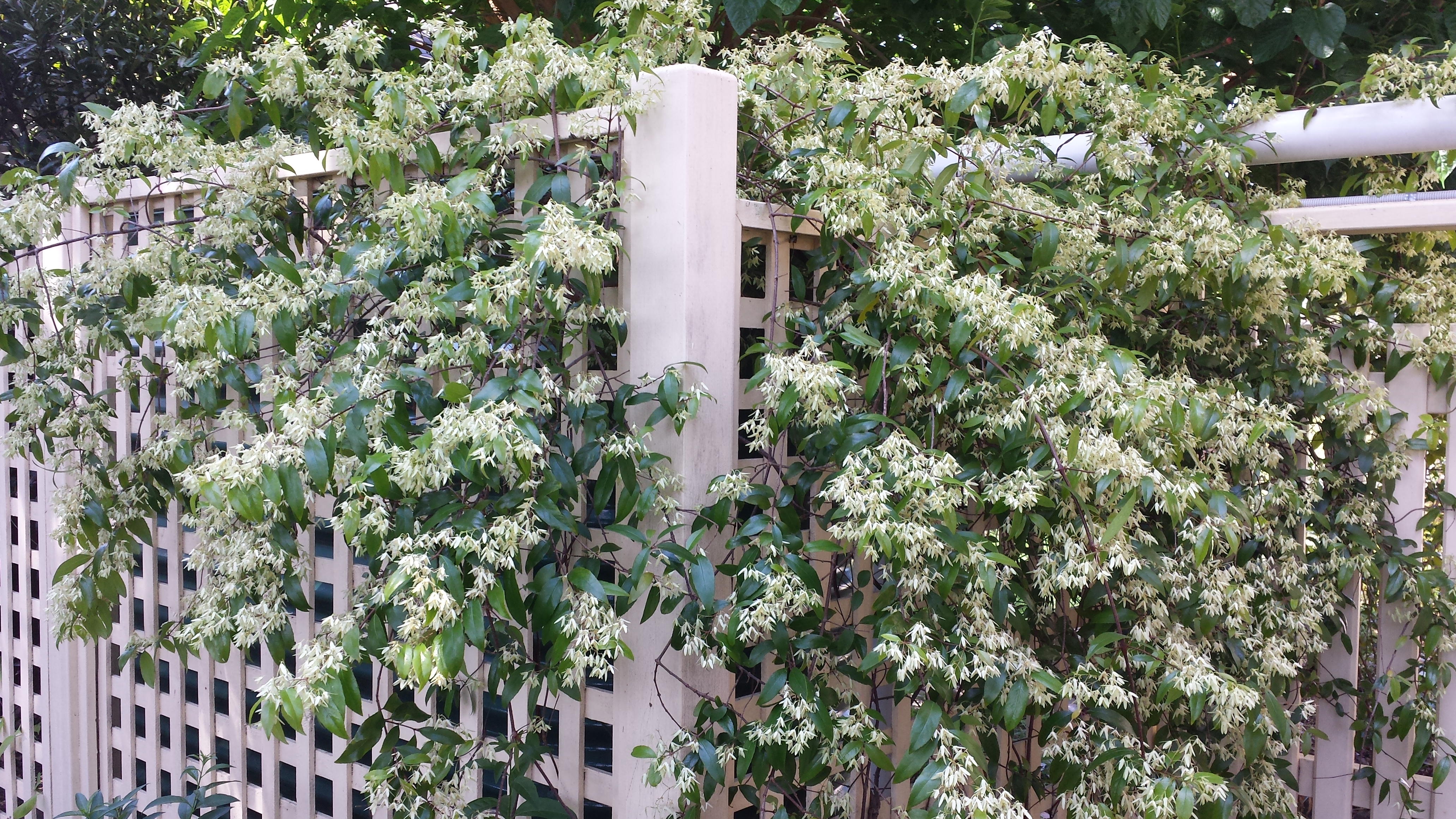
Cultivado en un jardín

Generalmente es una enredadera o un arbusto rastrero que crece en zonas húmedas. Hojas 4 a 8 cm de largo, 1,5 a 3 cm de ancho, con bordes ondulados o dentados. La forma de las hojas varía de ovada a lanceolada . Tallo de la hoja 2 a 5 mm de largo. El tallo no tiene pelos y está marcado con lenticelas (o puntos resinosos elevados).
Las flores de cuatro pétalos, de color amarillo verdoso, que aparecen en primavera y verano, se forman en cimas, pétalos 1 a 3. mm de largo. Los pétalos son en realidad los sépalos que crecen para envolver la fruta a medida que se desarrolla. El fruto es una nuez, de 2 a 3 mm de largo, que está rodeado por el cáliz continuo.

## Distribución

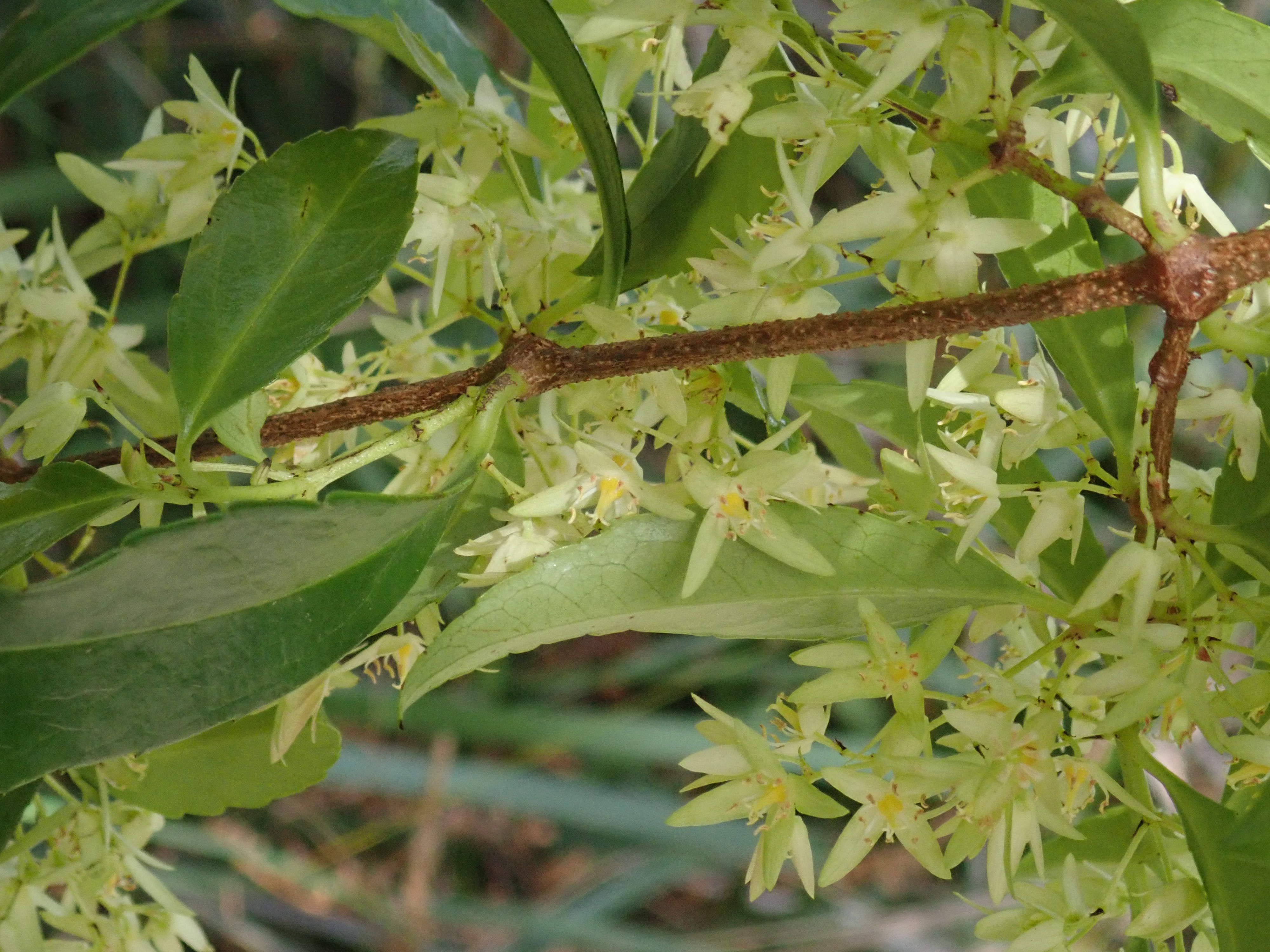
En Palm Beach, Nueva Gales del Sur

Crece en las selvas tropicales o bosques de eucaliptos del este de Australia, desde el noreste de Victoria, pasando por Nueva Gales del Sur y el norte de Queensland, donde se encuentra en humedales, selvas tropicales y en zonas ribereñas dentro de bosques abiertos. Es común al norte de la Reserva Natural de Nadgee . Es una trepadora trepadora presente en la mayoría de las selvas tropicales y, por lo general, un arbusto disperso en áreas más abiertas o a lo largo de arroyos en los bosques..

## Cultivo
En el jardín se utiliza como planta de follaje en las partes sombreadas. Como trepa, necesitará apoyo para elevarse por encima del nivel del suelo, aunque se le puede entrenar para que deambule. Es resistente a las heladas y no se conocen plagas ni enfermedades que lo afecten según el Jardín Botánico Nacional de Australia.
Puede ser necesario un fertilizante ligero en primavera para mantener su follaje brillante y saludable. Si se vuelve demasiado vigoroso, responderá bien a la poda . También se puede utilizar como planta de cesta. Se propaga fácilmente a partir de esquejes semiduros.